# Kirstie James
Kirstie James (ur. 25 maja 1989 w Auckland) – nowozelandzka kolarka torowa i szosowa, dwukrotna medalistka mistrzostw świata.

## Kariera
Pierwszy medal w karierze zdobyła w 2015 roku, kiedy zwyciężyła w drużynowym wyścigu na dochodzenie na kolarskich mistrzostwach Oceanii w Invercargill. Na rozgrywanych dwa lata później mistrzostwach świata w Hongkongu w tej samej konkurencji zdobyła brązowy medal. W drużynowym wyścigu na dochodzenie zdobyła następnie srebrny medal podczas igrzysk Wspólnoty Narodów w Gold Coast (2018) oraz brązowy na mistrzostwach świata w Pruszkowie (2019). Ponadto zdobyła złote medale w wyścigu punktowym i indywidualnym wyścigu na dochodzenie na kolarskich mistrzostwach Oceanii w Cambridge w 2018 roku oraz w indywidualnym i drużynowym wyścigu na dochodzenie podczas kolarskich mistrzostw Oceanii w Invercargill w 2020 roku.
Startowała na igrzyskach olimpijskich w Tokio, gdzie reprezentacja Nowej Zelandii zajęła ósmą pozycję w drużynowym wyścigu na dochodzenie. Na tej samej imprezie James zajęła 27. miejsce w sprincie.